# Kamera Apostolska
Kamera Apostolska (Kamera Papieska) – jedna z najstarszych dykasterii w Kurii Rzymskiej. Powołana w XI wieku do zarządzania dobrami materialnymi Stolicy Apostolskiej. Obecnie do jej zadań należy administracja dobrami i prawami doczesnymi Stolicy Apostolskiej zwłaszcza w okresie sede vacante. Pracami kamery kieruje kardynał kamerling, a zastępuje go wicekamerling (który dawniej w Państwie Kościelnym pełnił funkcję gubernatora Rzymu). W kamerze działa również ośmioosobowe Kolegium Prałatów Duchownych Kamery Apostolskiej na czele z dziekanem.

## Obecny zarząd
- Kamerling Świętego Kościoła Rzymskiego – kard. Kevin Joseph Farrell (od 2019)
- Wicekamerling Świętego Kościoła Rzymskiego – abp Ilson de Jesus Montanari (od 2020)
- Audytor generalny Kamery Apostolskiej – bp Giuseppe Sciacca (od 2013)
- Dziekan Kolegium Prałatów – Assunto Scotti (od 2010)